# Peter Kahane

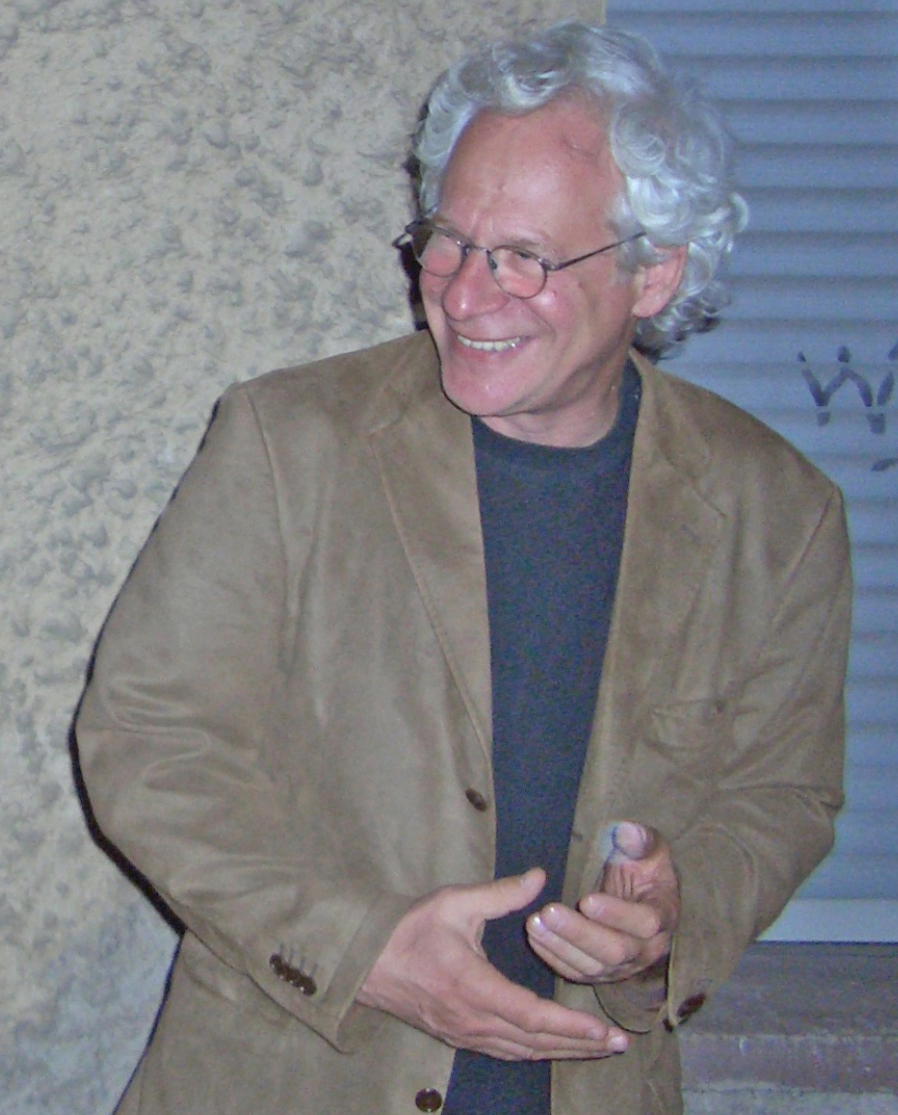
Peter Kahane (2006)

Peter Klement Kahane (* 30. Mai 1949 in Prag) ist ein deutscher Filmregisseur und Drehbuchautor.

## Leben
Peter Kahane, der Sohn des Journalisten Max Kahane und der Künstlerin Doris Kahane, wurde in Prag geboren, da sein Vater Auslandskorrespondent war. Er verbrachte seine Kindheit ab 1950 bis zum 8. Lebensjahr in Ost-Berlin. Dann zog er mit der Familie nach Indien, wo der Vater als Asienkorrespondent eingesetzt war. 1959 kehrte Peter Kahane zurück in die DDR, lebte und lernte für fünf Jahre in einem Schülerheim in Cöthen, einem Stadtteil des brandenburgischen Falkenberg. Fast 16-jährig kam er wieder nach Berlin, machte 1967 sein Abitur an der EOS Heinrich Schliemann und beendete gleichzeitig eine Lehre als Kühlanlagenschlosser mit einem Facharbeiterbrief – eine Besonderheit des DDR-Schulsystems jener Zeit.
Von 1967 bis 1971 studierte er an der Humboldt-Universität zu Berlin und schloss mit einem Diplom als Lehrer für Französisch und Russisch ab. 1973 begann er als Regieassistent im DEFA-Studio für Spielfilme zu arbeiten.
Nach seinem Grundwehrdienst bei der NVA 1974 bis 1975 studierte er bis 1979 an der Hochschule für Film und Fernsehen der DDR in der Fachrichtung Regie. Für seinen Hauptabschlussfilm, den 20-minütigen Dokumentarfilm Trompete, Glocke, letzte Briefe, erhielt er 1978 bei der IFF Leipzig den FIPRESCI-Preis.
Nach seinem Abschluss gab er sein Spielfilmdebüt 1983 mit Weiberwirtschaft. Seine folgenden Filme Ete und Ali (1985) sowie Vorspiel (1987) gaben realitätsnahe Einblicke in die Lebenswirklichkeit der DDR-Jugend. In seinem letzten DDR-Film beschreibt Peter Kahane in Die Architekten schonungslos das bedrückende Lebensgefühl seiner Generation, trotz besten Bemühens an den Realitäten gescheitert zu sein. Die Dreharbeiten begannen bereits im September 1989; der Film kam erst im Mai 1990 in die DDR-Kinos.
Nach 1989 drehte Peter Kahane zahlreiche Fernsehfilme. Daneben schrieb er Drehbücher, u. a. für TV-Serien wie Peter Strohm, Polizeiruf 110 und Stubbe – Von Fall zu Fall, und führte hier auch mehrfach Regie. Für das Kino entstanden u. a. Bis zum Horizont und weiter (1998), Tamara (2007), Die Rote Zora (2008) und Als wir die Zukunft waren (2015).
2023 war er Jury-Mitglied der Berlinale für den Heiner-Carow-Preis in der Perspektive Deutsches Kino.
Kahane lebt in Berlin, ist verheiratet und hat zwei Söhne. Sein ältester Sohn Tamás Kahane ist Komponist. Die Autorin Anetta Kahane ist seine jüngere Schwester.

## Filmografie
- 1974: Die eigene Haut (Schauspieler – Fernsehfilm)
- 1977: Siebzehn Jahre alt (auch Drehbuch)
- 1977: Trompete, Glocke, letzte Briefe (auch Drehbuch)
- 1979: Des Lebens Überfluß
- 1983: Weiberwirtschaft
- 1985: Ete und Ali
- 1987: Vorspiel (auch Co-Autor Drehbuch)
- 1990: Die Architekten (auch Co-Autor Drehbuch)
- 1992: Cosimas Lexikon (auch Drehbuch)
- 1994: Polizeiruf 110 – Kiwi und Ratte (nur Drehbuch)
- 1998: Bis zum Horizont und weiter
- 2000: Teuflischer Engel (auch Drehbuch)
- 2000: Polizeiruf 110: Tote erben nicht (Drehbuch)
- 2001: Polizeiruf 110: Die Frau des Fleischers
- 2002: Stubbe – Von Fall zu Fall: Das vierte Gebot
- 2003: Meine große Liebe
- 2003: Ein Vater für Klette (auch Drehbuch)
- 2004: Das blaue Wunder (auch Drehbuch)
- 2005: Meine große Liebe
- 2005: Eine Mutter für Anna
- 2006: Polizeiruf 110: Tod im Ballhaus (nur Drehbuch)
- 2006: Ein Toter führt Regie (auch Drehbuch)
- 2006: Eine Liebe in Königsberg (auch Drehbuch)
- 2007: Eine Liebe in Kuba
- 2007: Tamara
- 2008: Stubbe – Von Fall zu Fall: Dritte Liebe
- 2008: Die Rote Zora
- 2008: Meine schöne Nachbarin (auch Drehbuch)
- 2015: Polizeiruf 110: Ikarus
- 2015: Als wir die Zukunft waren (auch Drehbuch)
- 2021: Stubbe – Von Fall zu Fall: Tödliche Hilfe (nur Drehbuch)

## Auszeichnungen
- 1985: Max-Ophüls-Preis: Preis der Interfilm-Jury für Ete und Ali
- 1988: Max-Ophüls-Preis: Preis des Oberbürgermeisters für Vorspiel
- 1990: Spezialpreis beim 6. Nationalen Spielfilmfestival der DDR für Die Architekten
- 1990: Preis der Katholischen Filmkommission der DDR für Die Architekten